# 叔均
叔均（？—？），姬姓，中国周朝的先祖，相当于夏朝。他是帝喾的孙子。他的父亲台玺是后稷的弟弟。《山海经》称周文王、周武王的周朝王室是台玺、叔均之后。而不像《史记》记载的是后稷的直系后代。